# Apple A6
Pour les articles homonymes, voir A6.
Apple A5 Apple A7
L'Apple A6 est un système mono-puce (SoC) 32-bit conçu conjointement par P.A. Semi et Intrinsity et fabriqué par Samsung. L'entreprise affirme qu'il est jusqu'à deux fois plus rapide et jusqu'à deux fois plus performant au niveau graphique que l'Apple A5. Il est intégré pour la première fois dans l'iPhone 5, dévoilé le 12 septembre 2012.

## Conception
L'Apple A6 utilise un processeur ARMv7,,, bicœur personnalisé par les ingénieurs de P.A. Semi et Intrinsity, travaillant pour Apple. Ces processeurs sont cadencés à 1,3 GHz et sont combinés à un ensemble de processeurs graphiques triple cœur PowerVR SGX 543MP3 cadencé à 266 MHz. Fabriquée par Samsung et gravée en technologie 32 nm HKMG (Hi dielectric K, Metal Gate), la puce A6 est grande de 95 mm2, 22 % plus petite que la précédente et consomme moins d'énergie. L'A6 possède également un nouveau jeu d'instructions, ARMv7s, qui comporte quelques éléments de l'ARM Cortex-A15, comme le support des extensions SIMD v2 et VFPv4.
Le placement des éléments dans l'architecture de la puce aurait été fait « manuellement », une méthode « apportant généralement un gain de vitesse à l'ensemble de l'unité, mais beaucoup plus coûteuse et longue à réaliser qu'une génération automatique de l'architecture ».

## A6X
Une version A6X dont le processeur est cadencé à 1,4 GHz. Celle-ci est, d'après Apple, jusqu'à deux fois plus puissante que l’A5X de l’iPad précédent. Il est combiné à un processeur graphique quadruple cœur de référence PowerVR SGX 554MP4. Sa taille augmente de 30 % et passe de 94 à 123 mm2, alors que la finesse de gravure reste à 32 nm HKMG (High-K Metal Gate).

## Produits équipés d'un Apple A6
- iPhone 5
- iPhone 5c[13]